# Una storia di amore e di tenebra
Una storia di amore e di tenebra (in ebraico: סיפור על אהבה וחושך "Sipur al ahava ve choshech") è un romanzo autobiografico dello scrittore israeliano Amos Oz, pubblicato nel 2002. Il libro è stato tradotto in inglese, cinese, svedese, arabo e molte altre lingue, 
Il 9 aprile 2019, il libro è stato al centro di una lettura organizzata dal Centro di Cultura Bottari-Lattes, con lo scopo di onorare il vincitore Premio Speciale Lattes Grinzane (ex Sezione La Quercia) 2016, con lettura di Laura Pariani.

## Trama
L'opera racconta e abbraccia la storia di quattro generazioni della famiglia Klausner (vero cognome dell'autore), dell'infanzia e della giovinezza di Amos Oz a Gerusalemme, tra la fine del Mandato britannico della Palestina e i primi avventurosi anni dello Stato di Israele, e poi le sue esperienze successive, tra cui la scelta di vivere collettivamente nel kibbutz di Hulda. Appena bambino, Oz incrocia molti eminenti personaggi israeliani, tra i quali Shmuel Yosef Agnon, David Ben Gurion e la poetessa Zelda.
Raccontata in modo alineare, il racconto della vita di Amos si intreccia alle storie della sua famiglia, ebrei sionisti conservatori dell'Europa orientale, dei suoi genitori, dei loro sogni e aspirazioni fallite. Evento spartiacque la tragica morte per suicidio dell'amata madre Fania: avvenuta quando il figlio aveva appena dodici anni, ne parla qui per la prima volta.

## Opere derivate
Dal libro è stato tratto l'omonimo film scritto e diretto da Natalie Portman (che ha anche interpretato il ruolo di Fania); musiche di Nicholas Britell.

## Edizioni in italiano
- Una storia d'amore e di tenebra, traduzione di Elena Loewenthal, Collana I Narratori, Milano, Feltrinelli, 2003,  p. 627, ISBN 978-88-0701-643-1. - Collana Universale Economica, Feltrinelli, 2015, ISBN 978-88-0788-680-5.